# Anche gli uccelli e le api lo fanno
Anche gli uccelli e le api lo fanno (Birds Do It, Bees Do It) è un documentario del 1974 diretto da Nicolas Noxon e Irwin Rosten.
È stato presentato fuori concorso al Festival di Cannes 1974.

## Trama
Il documentario tratta della sessualità nel regno animale e solleva la questione se l'uomo possa o debba controllare l'allevamento degli animali. Vengono mostrati, tra le altre cose, il comportamento di accoppiamento, corteggiamento e riproduzione di elefanti, scimpanzé, trote, babbuini, rinoceronti, antilopi, leoni, frigate, tessitori, lucertole, lumache, rane, leoni marini, topi domestici, tartarughe giganti delle Galapagos, mantidi religiose, afidi, libellule, cavallette, pulci d'acqua e ragni.
Mostra inoltre le danze di corteggiamento di gallinelle d'acqua, pavoni e svassi, l'allevamento dei piccoli nei fenicotteri e nei pellicani, la nascita di un vitello di bison, il percorso di un feto di canguro nella tasca della madre, il cadavere di un topo morto che viene decomposto dalle larve di mosche, l'apertura dei fiori in macrofotografia e l'impollinazione da parte delle api, la lotta tra un ragno tarantola e la vespa Pepsis grossa, che usa il ragno come ospite per la propria prole, i tori da riproduzione presso la stazione di inseminazione, le mucche da riproduzione a cui vengono prelevati gli ovociti fecondati dall'utero per essere impiantati in altre mucche, le galline ovaiole nella batteria di allevamento e l'allevamento dei pulcini in incubatrice, la vaccinazione dei pulcini e l'amputazione delle ali.

## Riconoscimenti
- 1975 - Golden Globe
  - Candidatura per il miglior documentario[2]
- 1976 - Premio Oscar
  - Candidatura per la miglior colonna sonora a Gerald Fried[3]